# Cerrostrangalia solisi
Espèce
Cerrostrangalia solisi est une espèce de coléoptères de la famille des Cerambycidae. Elle a été décrite par Frank T. Hovore (d) et John A. Chemsak (d) en 2005.